# جيسيكا لوتز
جيسيكا لوتز (بالإنجليزية: Jessica Lutz)‏ هي لاعبة هوكي الجليد سويسرية وأمريكية، ولدت في 24 مايو 1989 في Thal, St. Gallen ‏ في سويسرا.

## وصلات خارجية
- جيسيكا لوتز على موقع EliteProspects.com (الإنجليزية)
- جيسيكا لوتز على موقع Eurohockey.com (الإنجليزية)
- جيسيكا لوتز على موقع أوليمبيديا (الإنجليزية)